# ユニオン・ミニエール
ユニオン・ミニエール社、正式名称ユニオン・ミニエール・デュ・オー・カタンガ（Union Minière du Haut Katanga）社は、かつて存在した鉱山会社。本社はベルギーにあった。ベルギー・イギリス合弁により設立され、非鉄金属、特に銅及びコバルトにおいて圧倒的なシェアを占めた。現在はユミコア社となっている。ベルギー領コンゴ（現在のコンゴ民主共和国）のカタンガ州の鉱業権を独占し、カタンガに巨大な企業帝国を築き上げ、「ベルギー領コンゴにはユニオン・ミニエールというもう一つの帝国がある」といわれた。

## 創業
ユニオン・ミニエールはカタンガの工業資源を開発するため、ソシエテ・ジェネラルなどの出資で1906年10月28日に設立された。カタンガの銅は地元民が手近な含有量の高い鉱石を採りつくしていたが、調査により浮遊選鉱を前提として莫大な資源が眠っていることが分かった。ユニオン・ミニエールには1990年3月までのカタンガでの独占的鉱業権が認められていた。
1911年には北ローデシアとカタンガとの鉄道が開通し、カタンガの資源を大量に輸出することが可能になった。最初の年には997トンの銅鉱石が産出され、1919年には22000トンに達した。1929年、ユニオン・ミニエールが出資したベンゲラ鉄道が全通し、アンゴラのロビト港からより安価での輸出が可能になった。

## マンハッタン計画
ユニオン・ミニエールは世界のコバルトの75%を生産しており、また1922年からはウランの生産も行っていた。マンハッタン計画時には、アメリカの要請でシンコロブエ鉱山で採掘されたウランを提供していた。実際には、マンハッタン計画の実行時には既に、フランス共産党員ジョリオ・キュリー（マリー・キュリーの娘婿。ノーベル化学賞受賞者）の指示の下で、スタテン島にマンハッタン計画に必要な全量を上回るウランが確保されていた。また、社主もアメリカ合衆国に移住済みだった。

## 絶頂期
ユニオン・ミニエールは戦後も成長を続け、1959年にはコンゴ政府の歳入の50%がユニオン・ミニエールからの税収によってまかなわれていた。1960年には、ユニオン・ミニエールの売り上げは2億米ドルにのぼり、西側のウラン生産の60%、コバルト生産の73%、及び銅生産の10%を握っていた。ユニオン・ミニエールは鉱山だけでなく、従業員のための学校や病院、発電所や化学工場、鉄道などを持ち、カタンガのほとんどの企業の支配権を握っていた。

## 国有化
1960年、コンゴが独立すると、モイーズ・チョンベがカタンガ国の分離独立を宣言し、コンゴ動乱が勃発した。このときはそれほどの影響はなかったものの、やがてモブツ・セセ・セコが独裁者としてコンゴの実権を握ると、彼と対立していくこととなる。
1966年12月31日、モブツはコンゴ国内のユニオン・ミニエールの全施設の国有化を宣言し、ジェカミーヌとして改編。政府が全株式の60％まで掌握したものの海外の投資家が関心を示さず、ジェカミーヌは事実上国有企業と化した。ベルギー人の従業員らは追放されたが、1970年までに補償の合意が成立した。モブツの失脚後もジェカミーヌは国有企業として存続したが、2010年に民営化されて現在に至っている。